# Cantó d'Issy-les-Moulineaux-Oest
El cantó de Issy-les-Moulineaux-Oest és un antic cantó francès del departament dels Alts del Sena, que estava situat al districte de Boulogne-Billancourt. Comptava amb part de dos municipis i el cap és Issy-les-Moulineaux.
Al 2015 es va unir al nou cantó d'Issy-les-Moulineaux.

## Municipis
- Issy-les-Moulineaux (part)
- Meudon (part)

## Història
| Data d'elecció                           | Identitat        | Partit                       | Qualitat |
| ---------------------------------------- | ---------------- | ---------------------------- | -------- |
| 1967-1988                                | Guy Ducoloné     | PCF                          |          |
| 1988-1994                                | Michel Margnes   | PS                           |          |
| 1994-2001                                | Frédéric Rousset | UDF                          |          |
| 2001-2002                                | André Santini    | UDF                          |          |
| 2002-                                    | Denis Larghero   | UDF, després NC, després FED |          |
| les dades anteriors no són pas conegudes |                  |                              |          |
|                                          |                  |                              |          |

## Demografia
| A partir de 1990: Població sense dobles comptes |